# Androctonus cacahuati
Espèce
Androctonus cacahuati est une espèce de scorpions de la famille des Buthidae.

## Distribution
Cette espèce est endémique de la région du Nord au Cameroun. Elle se rencontre vers Guider.

## Description
La femelle holotype mesure 78,0 mm

## Systématique et taxinomie
Cette espèce a été décrite par Lourenço en 2023.

## Publication originale
- Lourenço, 2023 : « A new species of Androctonus Ehrenberg, 1828 from the Northern savannas of Cameroon (Scorpiones: Buthidae). » Serket, vol. 19, no 2, p. 111-120.